# عبد المنعم القيسوني
عبد المنعم القيسوني (6 سبتمبر 1916 - 21 أكتوبر 1987) هو عالم اقتصاد ووزير سابق مصري.

## حياته
عالم اقتصاد ومالية عامة – وزير سابق ونائب رئيس مجلس الوزراء سابق ولد محمود عبد المنعم القيسونى بمصر الجديدة محافظة القاهرة - التحق بكلية التجارة جامعة فؤاد الاول جامعة القاهرة عام 1938 - سافر فى بعثة الى انجلتر لدراسة الدكتوراة فى جامعة لندن - حصل على درجة الدكتوراة من معهد لندن للاقتصاد والعلوم السياسية في الاقتصاد 1943 ، تولى فيما بعد عضوية مجلس أمنائه . - بدأ العمل ببنك باركليز البريطانى بين عامى 1942 و 1943 - تولى التدريس بكلية التجارة في جامعة القاهرة منذ عام 1944 وحتى 1950 - أعير لصندوق النقد الدولي بواشنطن 1946، - عمل قائماً بأعمال مدير عام التجارة الخارجية مع محمد الوكيل وزير الاقتصاد 1950، - انتقل للبنك الأهلي المصري وعمل مديراً للنقد الأجنبي في البنك 1953، - عمل خبير والممثل الفني لصندوق النقد الدولي فى البنك الاهلى المصرى بين عامي 1950 و 1954 - أنتخب أول رئيس لمؤتمر التجارة والتنمية بجنيف 1964 - رئيس لمجلس إدارة المنظمات الاقتصادية عام 1959 - رئيس للجنة السياسة الاقتصادية في المجلس القومي الاقتصادي عام 1974 - وزير الدولة لشئون التخطيط 20-اغسطس 1957 إلى 2-نوفمبر 1975 - عين نائباً لوزير المالية والاقتصاد فوزيراً للمالية والاقتصاد في العام نفسه وظل يشغل هذا المنصب حتى عام 1958 - بعد إعلان الوحدة مع سوريا وقيام الجمهورية العربية المتحدة عام 1958 أصبح وزيراً للاقتصاد في الحكومة الاتحادية وظل في هذا المنصب حتى عام 1962 - نائب رئيس الوزراء للشئون الاقتصادية والمالية ووزير الاقتصاد والتجارة الخارجية والمشرف على وزارة الخزانة - و نائب رئيس الوزراء للشئون المالية و الاقتصادية ووزير التخطيط من 19-يونيو 1967 الي 19-مارس 1968 - شغل منصب نائب رئيس الوزراء للشئون الاقتصادية والمالية عام 1976 - وقد تولى منذ عام 1982 وحتى وفاته منصب المستشار الاقتصادي لوزير المالية .

## وصلات خارجية
- عبد المنعم القيسوني. مشروع عاش هنا، مركز المعلومات ودعم اتخاذ القرار.